# Гунар Јансон (фудбалер)
Гунар Јансон (швед. Gunnar Jansson; Гетеборг, 17. јул 1907 – 13. мај 1998) био је шведски фудбалски нападач који је играо за Шведску на Светском првенству у фудбалу 1934. На клупском нивоу је играо за Гефле.